# Stuten

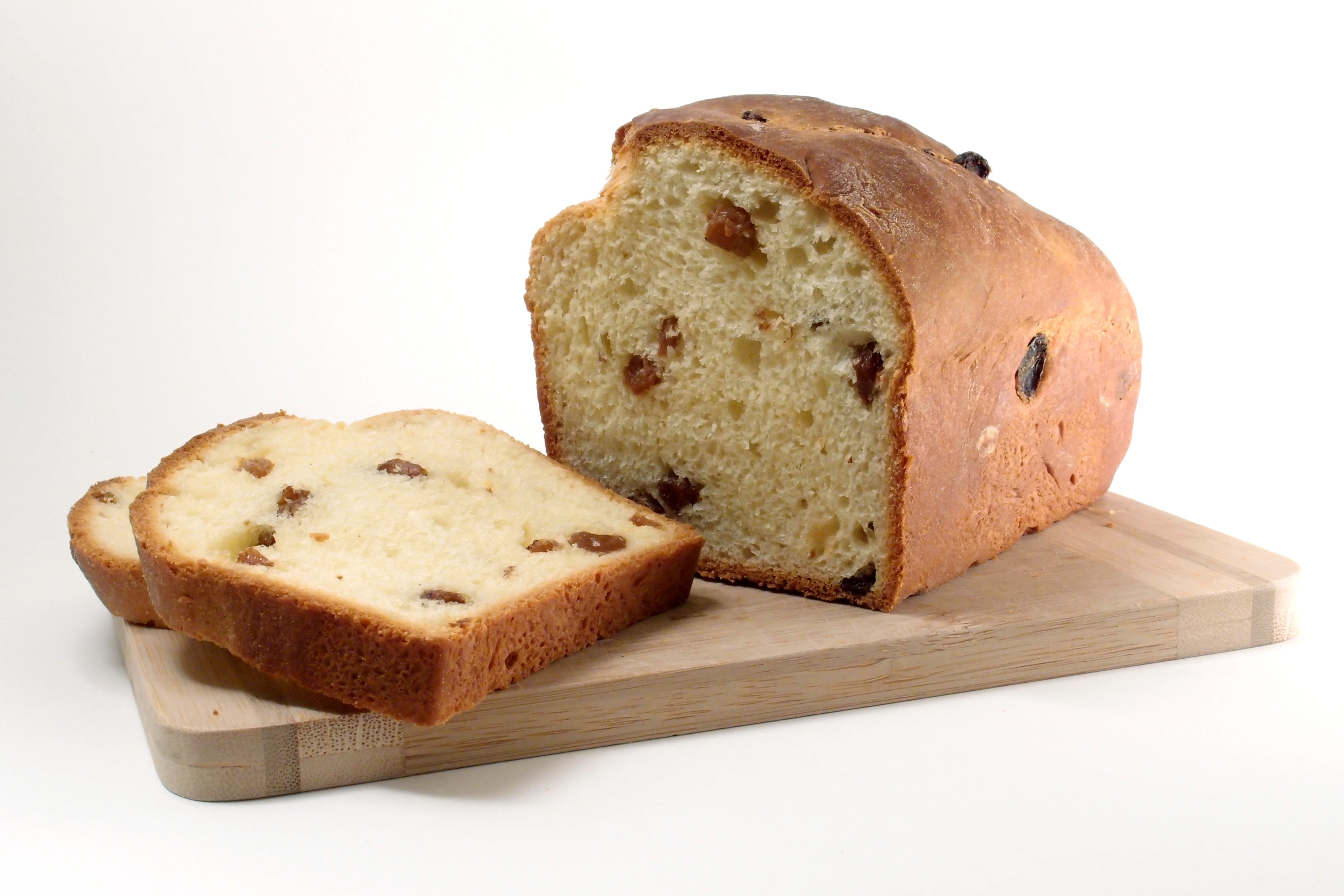
Rosinenstuten

Der Stuten (im Rheinischen auch Weck oder Blatz, im Norddeutschen auch Klöben) ist ein regional gebräuchlicher Sammelbegriff für große, kompakte Gebäcke aus mittelschwerem Hefefeinteig. Die Abgrenzung von Stuten zu Hefezöpfen, Kränzen und anderem Formgebäck aus mittelschwerem Hefeteig liegt in der schlichteren Form.

## Einzelheiten
Abweichend bezeichnet der Begriff „Stuten“ auch nicht süße, frei geschobene oder im Kasten gebackene Weiß- oder Weizenmischbrote. Beispiel ist Münsterländer oder Westfälischer Bauernstuten, ein Gattungsbegriff für ein Weizenmischbrot. Diese Stuten haben einen hohen Weizenmehlanteil, eine matte, leicht gemehlte und längs geschnittene Oberfläche. Die Zugabe von Fett oder Milch ist üblich.

## Herstellung
Stuten entstehen aus einem Hefeteig, der relativ reich an Fett und Zucker ist. Ein typischer Stutenteig enthält auf 100 Teile Weizenmehl 10–25 Teile Fett, 10–15 Teile Zucker, 45–55 Teile Flüssigkeit (Wasser, Milch), 3–10 Teile Hefe und 0–30 Teile Vollei. Sie können mit Früchten und Ölsamen gefüllt sein; ein bekanntes Beispiel ist Rosinenstuten mit Sultaninen oder Korinthen und üblicherweise auch Mandeln, Orangeat und Zitronat. Stuten werden in der Kastenform oder als frei geschobener brotartiger Laib gebacken.

## Varianten
- Buttermilchstuten enthält mindestens 0,15 l Buttermilch (oder die entsprechende Menge Buttermilchpulver und Wasser) auf 1 kg Mehl.
- Butterstuten muss auf 100 Teile Getreideerzeugnisse und/oder Stärken 10 Teile Butter oder 8,2 Butterreinfett oder 8,2 Teile Butterfett enthalten.
- Rosinenstuten oder Korinthenstuten enthält auf 100 Teile Getreideerzeugnisse und/oder Stärken mindestens 30 Teile Rosinen, Sultaninen oder Korinthen.
- Mandelstuten mit gestiftelten oder gehackten süßen Mandeln.
- Schmalzstuten gehört ebenfalls zu den feinen Backwaren, wobei der Anteil an Schmalz und Zucker recht hoch ist. Dadurch hält sich der Stuten lange frisch.
- Mürbestuten ist ein helles Weißbrot mit Milch, Fett und Zucker, was dem Gebäck einen kuchenähnlichen Charakter verleiht.
- Quarkstuten enthält auf 100 Teile Getreideerzeugnisse und/oder Stärken mindestens 10 Teile Speisequark oder die entsprechende Menge Trockenerzeugnisse.
- Wochenendstuten. Feine Backware mit hohen Anteil Fett, Zucker und Trockenfrüchten, wodurch eine besonders lange Frischhaltung gegeben ist.

## Verwandte Gebäcksorten

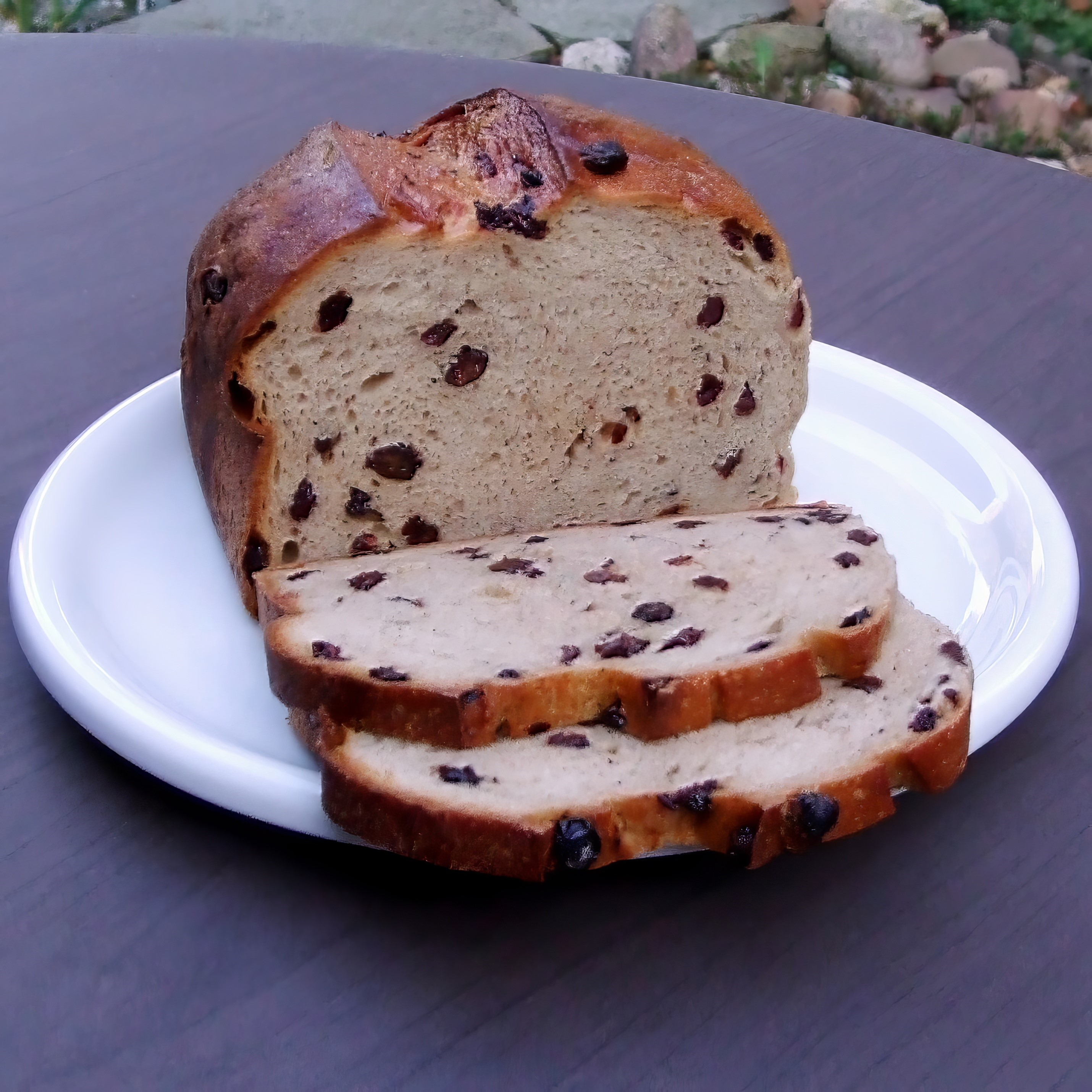
Onjeschwedde

- Stutenkerl, ein menschenförmiges Gebildebrot der Vorweihnachtszeit,
- Flachswickel, Striezel, Hefezöpfe und -kränze unterscheiden sich von Stuten durch ihre aufwendigere Formgebung,[2]
- Klöben[4] aus der Hamburger Küche und aus Kiel,
- Kilmerstuten in Norddeutschland,
- Heißwecke in Norddeutschland,
- Onjeschwedde im Großraum Mönchengladbach, zumeist in Rheydt und Wickrath.
- Poschweck im Großraum Aachen

## Wortherkunft
Das Wort Stuten leitet sich von dem norddeutschen Wort Steiß ab, das für den dicken Teil des Oberschenkels steht und weist so auf die charakteristische Form des Gebäcks hin.
Das Wort Blatz leitet sich vom frühneuhochdeutschen placz, blacz = flach geformter Kuchen, Fladen (15. Jh.) ab.